# Radio de deformación de Rossby
En la dinámica atmosférica y en la oceanografía física, el radio de deformación de Rossby es la escala de longitud en la que los efectos de rotación se vuelven tan importantes como los efectos de flotabilidad o de ondas de gravedad en la evolución de la flujo alrededor de alguna perturbación.
Para un océano  barotrópico:

{\displaystyle L_{R}\equiv {\frac {(gD)^{1/2}}{f}}}

donde {\displaystyle \,g} es la intensidad del campo gravitatorio, {\displaystyle \,D} es la profundidad del agua, y {\displaystyle \,f} es la Frecuencia de Coriolis. Para f = 1×10−4 s−1 adecuado a 45° latitude, g = 9.81 m/s^2 and D = 4 km, LR ≈ 2000 km; utilizando la misma latitud y gravedad pero cambiando D por 40 m;  LR ≈ 200 km.

El n radio de Rossby baroclínico es:
{\displaystyle L_{R,n}\equiv {\frac {NH}{n\pi f_{0}}}}, donde {\displaystyle \,N} es la frecuencia Brunt-Väisälä, {\displaystyle ,H} es la altura de la escala, y n = 1, 2, ....
En la atmósfera terrestre, la relación N / f 0 suele ser del orden de 100, por lo que el radio de Rossby es unas 100 veces la altura de la escala vertical, H. Para una escala vertical asociada a la altura de la tropopausa, LR, 1 ≈ 1000 km, que es la escala predominante que se ve en las cartas meteorológicas para  ciclones y  anticiclones. Se denomina comúnmente escala sinóptica.  
En el océano, el radio de Rossby varía drásticamente con la latitud. Cerca del ecuador es mayor de 200 km, mientras que en las regiones de alta latitud es inferior a 10 km. El tamaño de los remolinos oceánicos varía de forma similar; en las regiones de baja latitud, cerca del ecuador, los remolinos son mucho mayores que en las regiones de alta latitud.
El parámetro adimensional asociado es el número de Rossby. Ambos reciben su nombre en honor a Carl-Gustaf Rossby.